# Xã Jones, Quận Union, Iowa
Xã Jones (tiếng Anh: Jones Township) là một xã thuộc quận Union, tiểu bang Iowa, Hoa Kỳ. Năm 2010, dân số của xã này là 262 người.